# كونفيديسيا
Ad5-nCoV ويُعرف باسمه التجاري: كونفيديسيا (بالإنجليزية: Convidicea)‏، هو لقاح مرشح ضد مرض فيروس كورونا، تعمل شركة كانسينو بيولوجيكس الصينية، على تطويره وإنتاجه، وهو مخصص للإعطاء عن طريق الحقن العضلي أو عن طريق الأنف.
بدأ تطوير اللقاح في أوائل عام 2020، ودخل المرحلة الأولى من التجارب السريرية في مارس، ثم دخل المرحلة الثانية في أبريل، ويخضع اعتبارًا من أغسطس 2020 حتى الآن ضمن المرحلة الثالثة في كل من: الأرجنتين وتشيلي والمكسيك وباكستان وروسيا والمملكة العربية السعودية مع أكثر من 40000 شخص، تلقى كل منهم جرعة مزدوجة أو جرعة واحدة.
«كونفيديسيا» هو لقاح ناقل فيروسي مشابه للقاح لقاح أكسفورد–آسترازينيكا التي تنتجه شركة آسترازينيكا ولقاح «Gam-COVID-Vac» التي ينتجه مركز غاماليا الوطني لأبحاث علوم الأوبئة والأحياء الدقيقة الروسي.

## الفعالية
في فبراير 2021، أعلن عن نتائج تجارب المرحلة الثالثة للقاح. ضمت تلك التجارب 30000 مشارك و101 حالة كوفيد. بين تحليل النتائج فعالية اللقاح العالمية في الوقاية من الحالات المتوسطة لكوفيد 19 بنسبة 65.7% ومن الحالات الشديدة بنسبة 90.98%. بلغت فعالية اللقاح في الوقاية من الحالات العرضية نسبة 74.8%، بينما بلغت نسبة الوقاية من الحالات الشديدة 100%.
وجدت التجارب أن معدلات فعالية اللقاح أقل من فعالية لقاح فايزر- بيوأنتك وموديرنا، ولكن قد يجعل نظام الجرعة الواحدة ومتطلبات التخزين العادية (2 إلى 8 درجات مئوية) اللقاح خيار مناسب للعديد من البلدان. يملك اللقاح فعالية مماثلة للقاح يانسن، وهو لقاح فيروسي غدي آخر وحيد الجرعة وجدت الدراسات العالمية أنه فعال بنسبة 66%.

## التصنيع
يمكن تخزين كونفيديسيا في ظروف أقل برودة مقارنةً بلقاحات الحمض النووي الريبوزي الرسول.
في فبراير، قال تشين وي، المشرف على تطوير اللقاح، إن الطاقة الإنتاجية السنوية للقاح قد تصل حتى 500 مليون جرعة في عام 2021.
تلقت المكسيك في فبراير 2021 الدفعة الأولى من المكونات النشطة للقاح؛ حيث أشرفت درغميكس على تعبئتها وتصديرها في كويريتارو. بينما تولت سولوشنز بيولوجيكس مهمة تعبئة اللقاح وتوزيعه في ماليزيا.
بدأت الباكستان بتعبئة 3 ملايين جرعة شهريًا في المعهد الوطني للصحة؛ حيث وزعته محليًا في مايو باسم باك فاك. 
صرحت بتروفاكس بقدرتها على تعبئة 4 ملايين جرعة شهريًا وصولًا لما يقدر بنحو 10 ملايين جرعة شهريًا في عام 2021 بعد الحصول على الموافقة الروسية. خططت الشركة لبناء مصنع في غضون 3 سنوات لتصنيع كونفيديسيا في روسيا.

## الناحية الاقتصادية

### الأمريكتان
في ديسمبر عام 2020، وقع وزير الخارجية المكسيكي مارسيلو إبرارد اتفاقية ضمت 35 مليون جرعة. تلقت المكسيك المكونات الفعالة لمليوني جرعة من أصل 6 ملايين جرعة من المتوقع وصولها في فبراير.
منحت الأرجنتين في يونيو 2021 إذن الاستخدام الطارئ للقاح وطلبت 5.4 مليون جرعة.
ألغت البرازيل في يونيو إذن الاستخدام الطارئ بعد طلب كانسينو استبدال موزعها الحالي هناك -بلشر فارماسيوتيكا. قالت الوكالة الوطنية للمراقبة الصحية إن الموزع الجديد سيتعين عليه التقدم مرة أخرى للحصول على الإذن.
وقعت تشيلي في مارس صفقة تضمنت 1.8 مليون جرعة لتستلمها بين مايو ويونيو بعد منح اللقاح إذن الاستخدام الطارئ في أبريل.
منحت الإكوادور اللقاح إذن استخدام الطوارئ في يونيو، وطلبت 6 ملايين جرعة لتستلمها بين يونيو وأغسطس 2021.

### آسيا
وافقت شركة سولوشنز بيولوجيكس الماليزية في فبراير على تزويد الحكومة بنحو 3.5 مليون جرعة. تقرر تسليم 500000 جرعة كاملة في أبريل واستكمال الباقي مرة واحدة لاحقًا. في يونيو 2021، أكد وزير التنسيق الماليزي للتحصين ضد فيروس كورونا، خيري جمال الدين، أن مجتمعات اللاجئين في ماليزيا ستتلقى اللقاح مع وصول الشحنة الأولى منه في أواخر يوليو. 
في أكتوبر، توصلت إندونيسيا إلى اتفاق مع كانسينو لتقديم 100000 جرعة في نوفمبر 2020، مع تسليم 15 إلى 20 مليون جرعة إضافية في عام 2021.
اشترت باكستان 20 مليون جرعة من اللقاح في فبراير 2021 على أن تصل أول 3 ملايين جرعة في مايو. 